# Martha Coakley
Martha Coakley, född 14 juli 1953 i Pittsfield, Massachusetts, är en amerikansk demokratisk politiker. Hon var Attorney general i delstaten Massachusetts mellan 2007 och 2015.
Coakley avlade 1975 grundexamen vid Williams College och 1979 juristexamen vid Boston University samt inledde därefter sin karriär som advokat i Boston. Hon var distriktsåklagare i Middlesex County 1999–2007.
Coakley efterträdde 2007 Thomas Reilly som delstatens justitieminister. Hon meddelade den 1 september 2009 att hon tänker kandidera i fyllnadsvalet till USA:s senat. Den 19 januari 2010 förlorade hon valet mot republikanen Scott Brown.